# Cornelis Star Busmann
Cornelis Star Busmann (Sappemeer, 20 april 1800 - Groningen, 17 mei 1858) was een Nederlandse jurist en politicus.

## Familie
Busmann (ook: Star Busmann) was een zoon van George Moritz Busmann (1772-1823) en Wilhelmina Star Lichtenvoort (1778-1853). Zijn vader, afkomstig uit Duitsland, diende in het Nederlandse leger als kapitein van het 3e Bataljon Bataafsche Jagers, luitenant-generaal titulair der infanterie en provinciaal commandant van Luxemburg.
Cornelis Star Busmann werd vernoemd naar zijn grootvader mr. Cornelis Star Lichtenvoort, rechter en eigenaar van borg Welgelegen. Hij trouwde met Anna Margaretha Emmen (1805-1867). Zij kregen dertien kinderen, onder wie George Maurits Busmann, burgemeester van Ezinge en Mr. Eduard Star Busmann (1843-1924), raadsheer aan het gerechtshof te Amsterdam die getrouwd was met een dochter van jhr. Paul Antoine Guillaume de Milly.

## Loopbaan
Star Busmann studeerde Romeins en hedendaags recht aan de Groninger Hogeschool en promoveerde in 1821 op zijn dissertatie De falso. Hij werd na zijn studie advocaat.
Van 20 oktober 1834 tot 16 oktober 1848 was hij lid van de Tweede Kamer der Staten-Generaal. Hij was aanvankelijk regeringsgezind en ultraconservatief, later was hij meer een gematigd liberaal. Hij vond in 1847 bij de parlementaire behandeling van het Wetboek van Strafrecht als een van de weinigen dat kinderen onder de tien jaar die een misdaad begingen, niet zonder meer ontoerekeningsvatbaar moesten worden verklaard. Bij de behandeling van de Grondwetsherziening van 1848, stemde hij tegen het hoofdstuk over de Staten-Generaal, hij was onder meer tegen de rechtstreekse verkiezing van de Tweede Kamer. Hij stelde zich niet herkiesbaar.
Star Busmann was naast zijn Kamerlidmaatschap officier van justitie bij de rechtbank Winschoten (1838-1840) en aansluitend tot aan zijn overlijden president van de rechtbank Groningen (1840-1858). Hij was enige tijd houtvester van het eerste district van Groningen (1849-1852).
Star Busmann werd in 1841 benoemd tot ridder in de Orde van de Nederlandse Leeuw. Hij overleed in 1858, op 58-jarige leeftijd.
- Biografisch Portaal: 10640475
- Gemeinsame Normdatei: 1061159744
- International Standard Name Identifier: 0000 0003 9168 0410
- Nederlandse Thesaurus van Auteursnamen: 073419311
- Parlement.com: vg09llr6lyyi
- Virtual International Authority File: 285525563
- WorldCat: E39PBJkdkbfJmT9g9rdCVpYHG3